# Wiehlea
Wiehlea is een geslacht van spinnen uit de familie hangmatspinnen (Linyphiidae).

## Soorten
De volgende soorten zijn bij het geslacht ingedeeld:
- Wiehlea calcarifera (Simon, 1884)